# Clube de Futebol União
O Clube de Futebol União, conhecido também por União da Madeira, foi um clube português, localizado na cidade do Funchal, na Região Autónoma da Madeira. Historicamente e pese o declínio recente, foi um dos mais importantes clubes de futebol da ilha, tendo já sido o segundo clube mais popular da região, granjeando especial apoio nas zonas mais altas da mesma. O clube contou com 6 presenças na 1.ª Divisão Nacional, as últimas das quais nas épocas 1994/95 e 2015/16.
Foi condecorado com Medalha de Bons Serviços Desportivos, Medalha de Prata do Instituto de Socorros e Náufragos e Medalha de Ouro da Cidade do Funchal.
Não se esgota no futebol, havendo também a prática de basquetebol, futsal, esgrima e rugby.
Em novembro de 2021 o Tribunal do Funchal aprovou a dissolução e seu encerramento. No seu lugar, surgiu o União da Bola F.C., fundado em agosto de 2022.

## História
Ao longo destes cento e dois anos de vida o popular «União da Bola» foi enriquecendo, ano após ano, o seu palmarés, sendo hoje uma das mais prestigiadas coletividades madeirense. O futebol foi sempre a modalidade “rainha” do clube. Assim não admiraria que os êxitos desportivos começassem a surgir, não só na região como também além-fronteiras.

### Origens e Fundação
No dia 1 de Novembro de 1913, um grupo de desportistas liderado por César da Silva e onde também figuravam João Fernandes Rosa, Alexandre Vasconcelos, José Anastácio do Nascimento e José Fernandes fundou um clube que haveria de se notabilizar com o decorrer dos anos. Primeiro com a designação de União Futebol Clube e posteriormente, com o nome que ainda hoje ostenta: Clube de Futebol União.
Umbilicalmente ligado ao que haveria de ser o seu grande rival — Club Sport Marítimo — o União, nasce na sequência de uma cisão que ocorreu com o Grupo União Marítimo, uma coletividade que dispunha de alguma autonomia, cujo objetivo era a formação de jovens jogadores para a primeira equipa do Marítimo. A propriedade de uma das balizas esteve na origem da desavença, surgindo assim o União Futebol Clube, já completamente independente do Club Sport Marítimo.
O clube nasceu na zona do Almirante Reis, tendo a sua primeira sede social sido criada na Rua de Santa Maria, sendo o seu primeiro presidente Ângelo Olim Marote.

### Papel preponderante na fundação da Associação de Futebol do Funchal
Numa altura em que o futebol não se encontrava devidamente organizado, coube aos responsáveis do União a liderança de formar um movimento associativo de forma a que a época desportiva fosse devidamente programada, nascendo assim aquela que é a atual Associação de Futebol da Madeira.

### Primeiro Campeonato da Madeira e participação no Campeonato de Portugal
Um polémica acontecida num jogo entre o clube e o rival Marítimo em 1918, paralisa a recém criada Associação de Futebol do Funchal por cerca de dois anos. Só na época 1920/21 a competição regressa, com a disputa do 3.º Campeonato da Madeira. Após duas vitórias do seu rival, o União consegue aí o seu 1.º Campeonato da Madeira, facto que foi muito vitoriado pelos seus indefectíveis.
A partir da época 1921/22, começa-se a realizar o Campeonato de Portugal. O representante madeirense apenas entrará na época seguinta na prova. Em 1927/28 o clube soma a sua única participação. Esteve mesmo à beira de vencer o Benfica nos quartos de final, estando a vencer 3–1 até ao último minuto de jogo, acabando no entanto por perder 3–4 nos descontos alargados.

### "Mestre" Medina e os Anos Dourados
A década de 1950 e 60 representarão as décadas de maior sucesso do clube a nível regional, advindo daí muito do prestígio popular grajeado pelo clube.
a grande transformação é motivada pela vinda de um espanhol natural de Canárias que seria o grande mentor e impulsionador de uma escola de futebol cujo sucesso seria reconhecido. Pegou num grupo de jovens que disputava os torneios do Almirante Reis e fez dele um grupo de campeões.
Entre estes jogadores destacaram-se: Tiago, Elmano, Abelinha, Inácio, Amândio, Chino, Luís Angélica, Ferdinando, Filipe e Salinhos entre outros.
O trabalho deste treinador foi considerado importante ao construir um dos viveiros de jogadores mais importantes de Portugal.
A melhor forma de homenagear este grande treinador foi vinculá-lo ao próprio hino do clube: «O União ensina, tem a escola do Medina e sabe de que é capaz».
Vem daí a base para as equipas que conseguiram o feito extraordinário de vencer por sete anos consecutivos o Campeonato da Madeira, da temporada 1955/56 até à morte do "borrego" na época 1962/63.

### Grandes nomes que passaram pelo clube
Ao falar do passado futebolístico do União é recordar nomes de destacados dirigentes, treinadores e jogadores que passaram pela colectividade, deixando os respectivos nomes escritos a letras de ouro.
Jogadores como Passos, Pedro Sousa, Carlos Alberto, Gavião e Sérgio Faro foram jogadores de alto gabarito que jogaram no clube.
Quanto aos dirigentes recordemos, de um vasto naipe, os nomes de Ernesto Acciaioly, Dr. Elmano Vieira, Dr. Mateus, assim como os mais recentes Coronel Ramiro Morna, Eurico Gomes, Dr. Sotero Gomes e o Dr. Rui Nepomuceno.
No entanto, nome incontornável na história recente do clube é o do carismático presidente Jaime Ramos, o responsável pela ascensão do clube aos nacionais de futebol e pelo início da construção do complexo desportivo.

### Ascensão aos Nacionais
A ascensão do clube aos nacionais de futebol ocorreu na temporada 1979/1980 com o clube a entrar na III Divisão Nacional. Após duas épocas, sobe à II Divisão Nacional. O primeiro convívio com os maiores do futebol português aconteceu em 1989/90, depois de se sagrar campeão da II Divisão. Antes de participar nos campeonatos nacionais, o União foi por diversas vezes representante da região na Taça de Portugal e Taça Ribeiro dos Reis.

### Constituição da SAD e lento declínio
Na sua primeira época, o clube consegue se manter na divisão maior fruto de um alargamento que ocorre nesse ano. Ficará mais duas épocas — alcançando a sua melhor classificação na I Divisão com um 12.º lugar em 1990/91 — até descer à II Divisão de Honra em 1991/92. No entanto volta a subir na época seguinte, igualando a melhor classificação obtida em 1993/1994 na época de retorno à I Divisão Nacional.
No entanto e fruto de alguma instabilidade técnica, o clube abandonaria a I Divisão em 1994–95, entrando num lento declínio.
Apostado em voltar rapidamente ao convívio dos grandes, por uma razão ou outra os sucessivos projectos falham, afastando muita da sua massa adepta. Em 1998/99, com o advento da SAD's à porta, o clube cai na II Divisão Zona Sul.
Constitui-se uma SAD, tentando recuperar a pujança de outrora, mas o clube começa a marcar passo conseguindo apenas um 3.º lugar em 1999/00 e um 2.º em 2000/01, face ao elevado investimento preconizado.
A equipa na época seguinte, fruto de uma maior estabilidade, consegue vencer a Zona Sul e retorna à II Divisão de Honra.
No entanto, os sucessivos erros insistem em se repetir, ficando o clube em último passadas duas épocas, indo parar novamente à II Divisão Zona Sul.
Este sucessivo sobe e desce, assim como o progressivo afastamento da direção do clube em relação à sua massa adepta, provocou uma rápida erosão da sua base de apoio, que nem o início de construção do complexo desportivo do clube conseguiu estancar. A equipa nas duas épocas seguintes — novamente com elevados investimentos e outros tantos erros de "casting" — fica em 3.º e 2.º falhando a subida.
A estrutura da II Divisão Zona Sul muda no final de 2004/05, passando a ter acesso às competições profissionais apenas dois clubes de um conjunto de 4 séries com 16 equipas.
O União é posto na Série B conseguindo na primeira época o já referido 2.º lugar, tendo na época 2006/07 após um começo algo titubeante, ganho a Série. No entanto como apenas 2 equipas poderiam subir, o clube teve que disputar com o Freamunde, uma vaga de acesso, tendo os capões levado a melhor, voltando o clube a falhar num momento decisivo.

### Subida de Divisão
Finalmente, União da Madeira, consegue subir de divisão, após dois anos consecutivos a perder no play-off. As equipa que iam defrontar o play-off com o União eram o Atlético e o Padroense. Após uma entrada má no play-off (perdeu com o Padroense e um empate com Atlético), o União teve de ser mais forte e, então, nas outras duas rondas acaba por ganhar os dois clubes, tornando-se campeão da segunda divisão. Com está vitória o União está, outra vez, nos campeonatos nacionais, mas respectivamente na Liga de Honra.

### Complexo desportivo e o Futuro
Na passada do milénio, o clube começou a empreender a edificação do seu complexo desportivo no sítio do Vale Paraíso, na freguesia da Camacha. Dispondo neste momento de um campo relvado e outro pelado, assim como balneários e enfermaria, espera-se que quando pronto, este possa ser um polo agregador e um bom ponto de partida para novas conquistas, recuperando assim o prestígio que outrora gozou.

## Adeptos
Apesar do C.F. União estar sedeado no Funchal, a sua massa adepta estava localizada em vários pontos da ilha — em especial nas zonas altas da mesma — como nas freguesias de Machico, Camacha e Caniço. Infelizmente as raízes foram-se perdendo ao longo dos tempos, principalmente pelo nascimento de outras coletividades nessas mesmas freguesias.
A maioria dos simpatizantes e adeptos do União está localizado numa faixa etária alta, daí a necessidade premente de abrir o clube à sociedade e criar condições para que este volte a atrair mais sócios, adeptos e simpatizantes.

## Modalidades
O União ao longo dos anos teve outras modalidades importantes como o andebol, o voleibol, o hóquei em patins e o basquetebol. Destas, apenas esta última se mantém em atividade.
Mais recentemente a esgrima tem sido uma modalidade que muitas alegrias tem proporcionado ao clube. Para além desta, o clube ainda promove a prática de Futsal, movimentando na época desportiva de 2005/06 cerca de 310 atletas federados em todas as modalidades — segundo o relatório anual, «Demografia Federada 2005/06» editado pelo Instituto de Desporto da Região Autónoma da Madeira.
O clube é ainda pioneiro na introdução da prática da modalidade de rugby na Ilha da Madeira, mas esta ainda não é uma modalidade federada.

## Futebol

### Plantel antes extinção
Atualizado em 30 de junho de 2020.

### Palmarés
- Campeonato de Portugal
  - 1 Presença (1927–28)
    - Melhor: 1/4 de Final
- I Divisão Nacional
  - 5 Presenças
    - Melhor classificação: 12º (1990/91) (1993/94)[1]
- Liga de Honra
  - 10 presenças
    - Melhor Classificação: 2º (1992/93)
- II Divisão B
  - 15 presenças
    - 3 títulos (2ª Divisão — 1988/89 e 2ª Divisão B — 2001/2002 e 2010/11)
    - 1º Série B (2006/07)
- III Divisão
  - 2 presenças
- Taça de Portugal
  - 46 presenças
- Campeonato da Madeira
  - 62 presenças
    - Melhor classificação: Campeão — 16 Títulos (1920/21, 1927/28, 1931/32, 1933/1934, 1937/38, 1956/57, 1958/59, 1959/60, 1960/61, 1961/62, 1962/63, 1963/64, 1964/65, 1973/74, 1977/78, 1979/80)
- Taça da Madeira
  - 59 presenças
    - Melhor: Vencedor — 17 Títulos (1945/46, 1956/57, 1957/58, 1960/61, 1961/62, 1962/63, 1963/64, 1964/65, 1982/83, 1983/84, 1986/1987, 1987/88, 1988/89, 1992/93, 1994/95, 2002/03, 2004/05)
- Taça Cidade do Funchal
  - 8 Títulos
- Taça de Honra
  - 3 Títulos
- Torneio Madeira Autonomia
  - 3 Títulos